# Fat Lip
«Fat Lip» es el primer sencillo de la banda de punk rock Sum 41 correspondiente a su segundo álbum All Killer No Filler. Es el sencillo más reconocido del grupo en el Billboard Modern Rock chart, así como en el MTV's Total Request Live y en el MuchMusic's Countdown desde el verano de 2001. El videoclip está combinado con "Pain for Pleasure", una corta canción del estilo de Iron Maiden, que es la única canción metal de todo el disco.
El tempo de la canción incluye elementos de rapcore (particularmente Beastie Boys) y pop punk. La canción toma su nombre del término del argot callejero usado para designar un labio hinchado, como resultado de ser golpeado en la cara. 
La revista Rolling Stone describe la canción como un encuentro de Sum 41 con blink-182, Beastie Boys y Black Sabbath, todo en una misma canción.
El videoclip ostenta en número 75 en el ranking "MuchMusic's 100 Best Videos". La canción ha aparecido en varias producciones audiovisuales como el videojuego de EA Sports NHL 2002, la película American Pie 2, Guitar Hero, GuitarFreaks V4 , y DrumMania V4. También apareció en un episodio de Smallville.
La canción hace mención en su letra a "Maiden and Priest" cuando están sonando acordes de heavy metal.

## Canciones
1. «Fat Lip» (3:04)
2. «Makes No Difference» (3:12)
3. «What I Believe» (2:52)
4. «Machine Gun» (2:30)